# Pikeville (Kentucky)
Pikeville is een plaats (city) in de Amerikaanse staat Kentucky, en valt bestuurlijk gezien onder Pike County.

## Demografie
Bij de volkstelling in 2000 werd het aantal inwoners vastgesteld op 6295.
In 2006 is het aantal inwoners door het United States Census Bureau geschat op 6343, een stijging van 48 (0,8%).

## Geografie
Volgens het United States Census Bureau beslaat de plaats een oppervlakte van
40,0 km², geheel bestaande uit land. Pikeville ligt op ongeveer 230 m boven zeeniveau.

## Geboren
- Dwight Yoakam (23 oktober 1956), muzikant, songwriter en acteur

## Plaatsen in de nabije omgeving
De onderstaande figuur toont nabijgelegen plaatsen in een straal van 24 km rond Pikeville.